# Kertész Tibor (üzletember)
Kertész Tibor (1936–) elnök-vezérigazgatója volt az Electrolux Lehel Hűtőgépgyárnak majd igazgatósági tag az Electroluxnál.

## Élete
Középiskolai tanulmányait a csepeli Kossuth Lajos Gépipari Technikumban végezte.
Az 1956-os forradalom leverése után elhagyta az országot. Svédországban kapott letelepedési engedélyt. Miután a svéd attasé és a királynő is engedélyezte a bevándorlását, először egy népi főiskolára került nyelvet tanulni. 1958-ban felvették a stockholmi egyetem matematikai szakára. Ezután a göteborgi Műszaki Egyetemen folytatta tanulmányait, később a Közgazdaságtani Egyetemen hallgatott vállalati gazdaságtan-t és vállalati irányítást.
1961-ben a göteborgi városi tanács szervezési osztályán vállalt munkát, ahol később a ranglétrán egyre feljebb küzdve igazgatói beosztást kapott. 1987-ben megválasztották a göteborgi Városi Igazgatói Testület elnökének.
Az Electrolux cég  a Lehel Hűtőgépgyár 1991-es privatizációja után vezetőt keresett a Lehel Hűtőszekrény Termék Divíziójának vezetői posztjára. Igenlő döntésében fontos szerepet játszott, amelyet később egy interjúban így fogalmazott meg: „Kevés embernek van lehetősége arra, hogy hidat építsen két különböző kultúra között… Ez a helyzet rendkívüli lehetőséget ad a két ország közötti kapcsolat szorosabbá tételéhez.” 1992. március 18-tól az Electrolux Lehel Hűtőgépgyár vezérigazgatójává nevezték ki, amelyet 1997. májusig töltött be. A legnehezebb döntések, a létszámleépítéstől a termelés hatékonyságát szolgáló intézkedésekig igazgatásának ideje alatt történtek, ám emberekkel szembeni alázata mégis népszerűvé tette a gyárban.
Távozása után  2000-ig még tagja volt az Electrolux Lehel Hűtőgépgyár vezetői tanácsának. 1995-től közreműködött a svéd-magyar gazdasági kapcsolatokban, amelyeket 2001-ben tovább erősített, amikor a magyar kormány döntött a  Gripen  harci repülőgép vásárlása mellett. A két állam közötti ipari együttműködés kompenzációs feladatait koordinálta.
A magyar ipar képviselője volt a Regionális Környezetvédelmi Tanácsnál, Svédország képviselője a „Magyarország 2000” tanácsadói testületnél, kezdeményezője és elnöke a budapesti Svéd - Magyar Kereskedelmi Testületnek, elnöke a Magyar - Svéd Kereskedelmi Kamarának és a Svéd Magyar Üzleti és Kutatás Fejlesztési Fórum elnöke is volt.

## Díjai, elismerései
- Magyar Köztársaság Érdemrend Tiszti Keresztje
- Jászberény város díszpolgára (2000)
- Svéd - Magyar Kamara díszpolgára
- Miskolci Egyetem díszpolgára